# Busto di Juliette Récamier
Il busto di Juliette Récamier (Buste de Juliette Récamier) è una scultura di marmo di Carrara realizzata tra il 1804 e il 1808 dallo scultore francese Joseph Chinard. L'opera rappresenta Juliette Récamier, una celebre salottista della società del Direttorio e del Consolato. Il busto originale, del quale esistono varie copie, è conservato al museo di belle arti di Lione.
All'accademia di Lione si conserva una versione policroma della scultura, mentre al museo Bode di Berlino se ne conserva una versione in argilla.

## Storia
Joseph Chinard lavorava principalmente per la committenza privata agli inizi del diciannovesimo secolo. Tra il 1803 e il 1808, Joseph Chinard possedeva uno studio a Carrara, in Italia, dove ottenne il materiale per i suoi busti marmorei. È probabile che la prima versione dell'opera sia stata creata durante il soggiorno dell'artista a Parigi, presso i Récamier. Il busto neoclassico fu scolpito nel marmo tra il 1804 e il 1808 da una prima versione in gesso patinato che si trova sempre ai museo lionese. Il busto apparteneva al padre di Juliette Récamier e dopo la sua morte divenne di proprietà di Joseph-François-Marie Simonard. Dopo essere stato lasciato nel 1867 a sua figlia, venne acquistato dal museo nel 1909.

## Descrizione

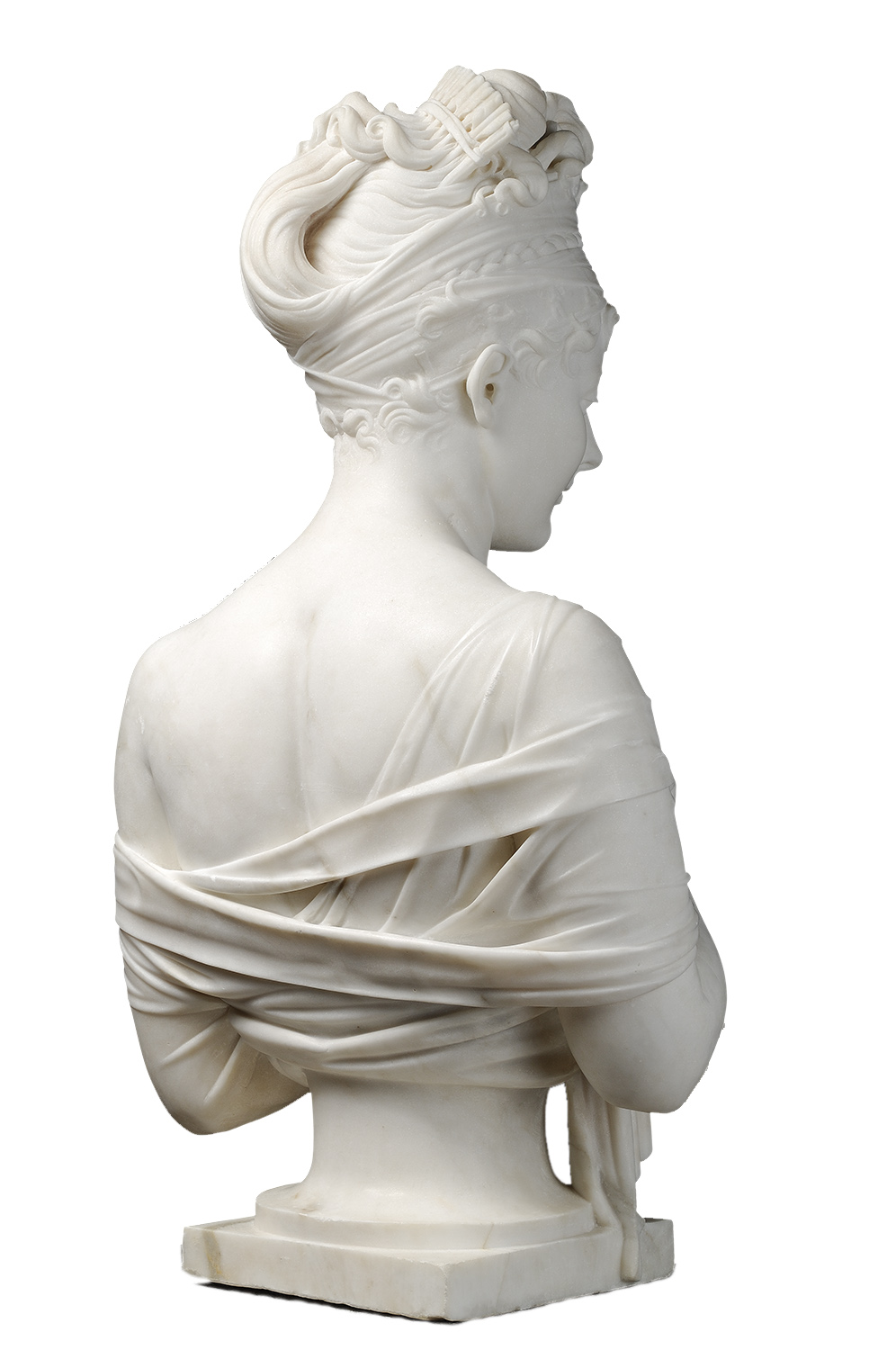
Vista posteriore del busto lionese.

Il busto raffigura la parte superiore del corpo di Juliette, dai fianchi in su. La testa è leggermente inclinata di lato mentre lo sguardo è rivolto verso il suolo. I capelli sono tenuti insieme con delle fasce e da un pettine, modellato su un fascio di frecce. Sulle fasce per capelli si trovano degli amorini armati di arco e freccia. La donna tiene le mani sul petto, a stringere un panno sottile. Il suo seno sinistro rimane esposto e, mentre Juliette sembra che voglia coprire le sue parti del corpo scoperte con le mani, il dito della mano destra indica il capezzolo chiaramente visibile.
Edouard Herriot descrisse il fascino del capolavoro di Chinard dicendo che se la scultura viene vista di lato, "i dettagli sfumati come il naso malizioso all'insù e il sorriso vago sulle labbra si sommano a un'impressione di provocazione, accentuata dalla fascia trasparente, la gola e il seno scoperti".

## Analisi

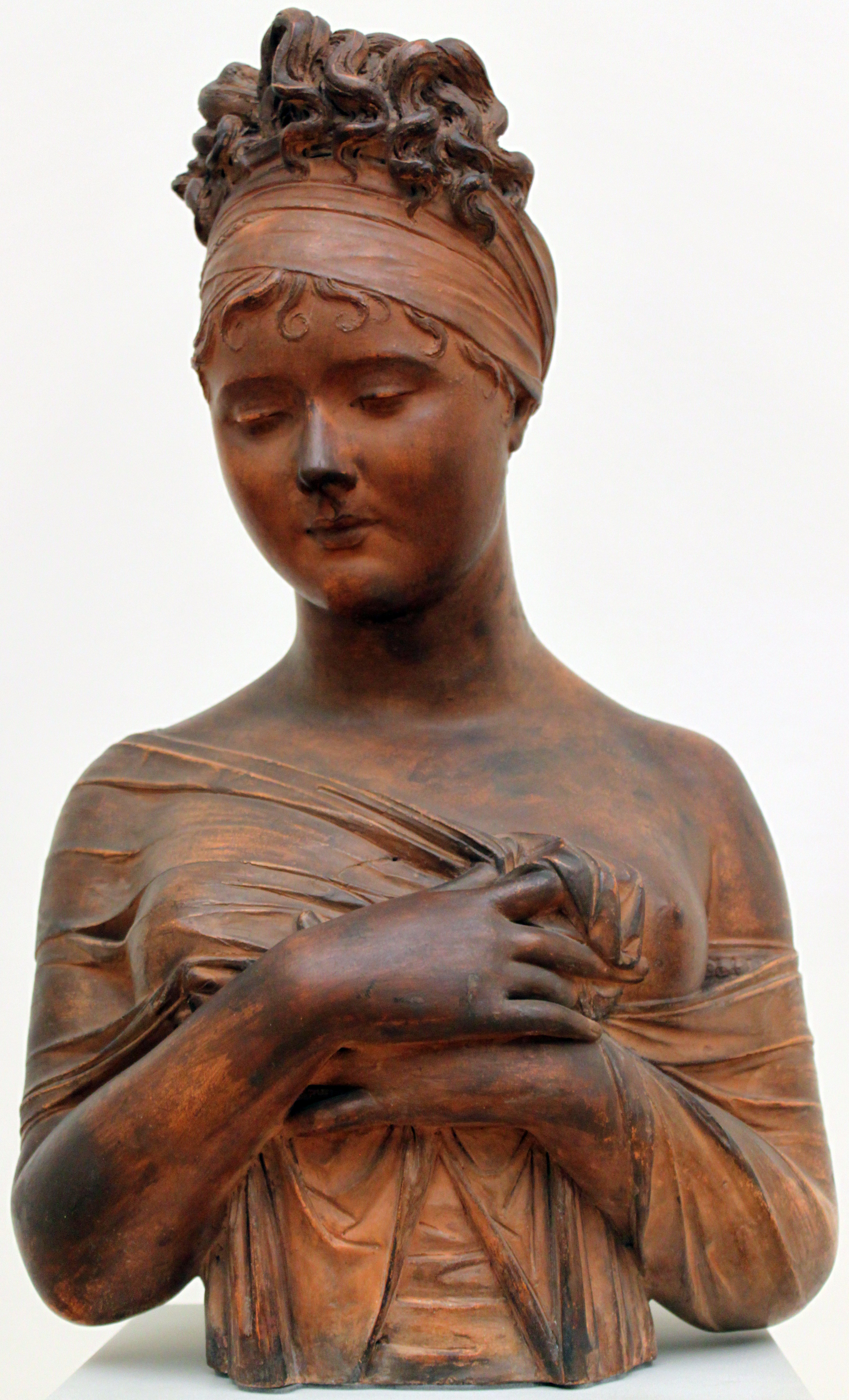
La versione in argilla conservata al museo Bode di Berlino.

Una caratteristica particolare del busto è la presenza delle braccia, fino ad allora assente nei busti francesi. La posizione delle braccia richiamano il gesto della Venere pudica, una tipologia di immagine proveniente dall'arte antica nella quale la dea Venere (o Afrodite per i greci) si copre pudicamente i seni e gli organi genitali con le mani. Il gesto dirige l'attenzione dello spettatore nella regione del corpo toccata dalla mano, ma allo stesso tempo indica il sendo di vergogna del soggetto raffigurato. Con questa modalità di rappresentazione, Chinard idealizza la signora Récamier, equiparandola alla dea dell'amore. Senza il riferimento alla dea romana, una tale raffigurazione femminile con un seno scoperto avrebbe provocato uno scandalo.
Il busto di Juliette Récamier contiene molti riferimenti alla statuaria e alla mitologia romane. In alcune versioni, come il busto berlinese e quello conservato al museo J. Paul Getty di Los Angeles, la fascia tra i capelli presenta degli amorini, che sono un riferimento a Cupido, il dio dell'amore. La capigliatura richiama lo stile "alla Tito" (à la Titus in francese), che era una parte importante della moda "alla greca" presente nel periodo del Direttorio o del Consolato francese.
Sebbene i busti ritratti che includessero le braccia fossero rari nella Francia del diciannovesimo secolo, Chinard potrebbe benissimo aver attinto quest'iconografia da varie raffigurazioni storiche. Un esempio è il busto marmoreo Dama col mazzolino di Andrea del Verrocchio, conservato nel museo del Bargello a Firenze. Joseph Chinard fece un viaggio di studio in Italia e potrebbe essersi ispirato a questa scultura esposta a Firenze.